# Orquesta Filarmónica de Cali
Das Orquesta Filarmónica de Cali ist ein kolumbianisches Orchester mit Sitz in Cali, Valle del Cauca, Kolumbien. Es ist das einzige professionelle Orchester im Südwesten Kolumbiens und mit 38 Musikern das kleinste des Landes. Das Orchester wurde in den Dreißigerjahren vom kolumbianischen Komponisten und Pianisten Antonio María Valencia gegründet und gilt als eines der ältesten Sinfonieorchester Kolumbiens.

## Geschichte
Im Jahr 1935 wurde das erste Sinfonieorchester des Valle de Cauca unter der Leitung von José Antonio María Valencia zunächst als Orquesta del Conservatorio gegründet und später in Orquesta de Bellas Artes umbenannt. Im Zuge der Anerkennung dieses für das Gebiet typischen Projekts erhielt es jedoch andere Namen wie das Orquesta Sinfónica de Cali, bis es 1979 schließlich als Orquesta Sinfónica del Valle bezeichnet wurde, getragen von der Fundación Sinfónica del Valle. 1998, als aufgrund von ausbleibenden Lohnzahlungen das Orchester faktisch aufgelöst war, wurde von 37 seiner Musiker das Nueva Orquesta Sinfónica del Valle gegründet; dieses wurde getragen vom Fondo Mixto del Valle del Cauca. Im Jahr 2002 wurde aufgrund der fortgesetzten finanziellen Schwierigkeiten das Orchester von der gemeinnützigen Organisation Proartes Cali übernommen und in Orquesta Filarmónica del Valle umbenannt. Seit 2012 heißt das Orchester Orquesta Filarmónica de Cali.
Seit 2002 wird das Orchester von der gemeinnützigen Organisation Proartes Cali verwaltet.
Chefdirigent ist seit 2021 der Italiener Francesco Belli.

## Chefdirigenten

### Bis 2001
- Antonio María Valencia[8][9]
- León J. Simar
- Luis Carlos Figeroa Sierra
- Gustavo Yepes
- Agustín Cullell Teixidó (1984–1991)[10]
- Dimitri Manolov[11]
- François Dolmetsch (1994–2001)[12]

### Ab 2002
- 2002–2011: Paul Dury[13][14]
- 2011: Ricardo Jaramillo Gónzalez (September–Dezember)[13]
- 2012–2014: Irwin Hoffman[15]
- 2014: Eduardo Carrizosa Navarro (September–Dezember)[13]
- 2016–2017: Adrián Chamorro[16]
- seit 2021: Francesco Belli[17]